# 霍瓦爾·尼爾森
霍瓦爾·尼爾森（挪威語：Håvard Nielsen；1993年7月15日—）是一位挪威足球運動員。在場上的位置是前鋒或邊鋒。現效力於德乙球隊汉诺威。他曾代表挪威國家足球隊參賽。